# Fabian Franke
Fabian Franke (Lipcse, 1989. március 7. –) német labdarúgó, aki jelenleg a Hallescher hátvédje.

## Pályafutása
Lipcsében születét és a helyi VfK Blau-Weiß Leipzig 1892 csapatában kezdte meg labdarúgó karrierjét fiatalon. Megfordult a Kickers 94 Markkleeberg csapatánál is, mielőtt a FC Sachsen Leipzig akadémiájához csatlakozott volna. Az U19-es csapatban 23 mérkőzésen 2 gólt szerzett. 2008-ban a Hamburger SV II csapatába igazolt, ahol profi játékos lett. Első szezonjában csak két mérkőzésen szerepelt, majd a második szezonjában 14 bajnokin lépett pályára. 2010 júliusában aláírt az RB Leipzig csapatához 2 évre.

## Statisztika
| Klub            | Szezon   | Bajnokság | Bajnokság | Kupa  | Kupa | Nemzetközi | Nemzetközi | Összesen | Összesen |
| Klub            | Szezon   | Mérk.     | Gól       | Mérk. | Gól  | Mérk.      | Gól        | Mérk.    | Gól      |
| --------------- | -------- | --------- | --------- | ----- | ---- | ---------- | ---------- | -------- | -------- |
| Hamburger SV II | 2008-09  | 2         | 0         | 0     | 0    | -          | -          | 2        | 0        |
| Hamburger SV II | 2009-10  | 14        | 0         | 0     | 0    | -          | -          | 14       | 0        |
| RB Leipzig      | 2010-11  | 16        | 0         | 0     | 0    | -          | -          | 16       | 0        |
| RB Leipzig      | 2011-12  | 32        | 2         | 2     | 0    | -          | -          | 34       | 2        |
| RB Leipzig      | 2012-13  | 28        | 1         | 0     | 0    | -          | -          | 28       | 1        |
| RB Leipzig      | 2013-14  | 28        | 1         | 0     | 0    | -          | -          | 23       | 1        |
| RB Leipzig      | 2014-15  | 23        | 1         | 0     | 0    | -          | -          | 23       | 1        |
| RB Leipzig II   | 2014-15  | 4         | 0         | 0     | 0    | -          | -          | 4        | 0        |
| Összesen        | Összesen | 147       | 5         | 2     | 0    | 0          | 0          | 149      | 5        |

## Sikerei, díjai
- RB Leipzig:
  - NOFV-Oberliga Süd bajnok: 2009-10
  - Regionalliga Nordost bajnok: 2012-13